# Germain Debré
Pour les autres membres de la famille, voir Famille Debré.

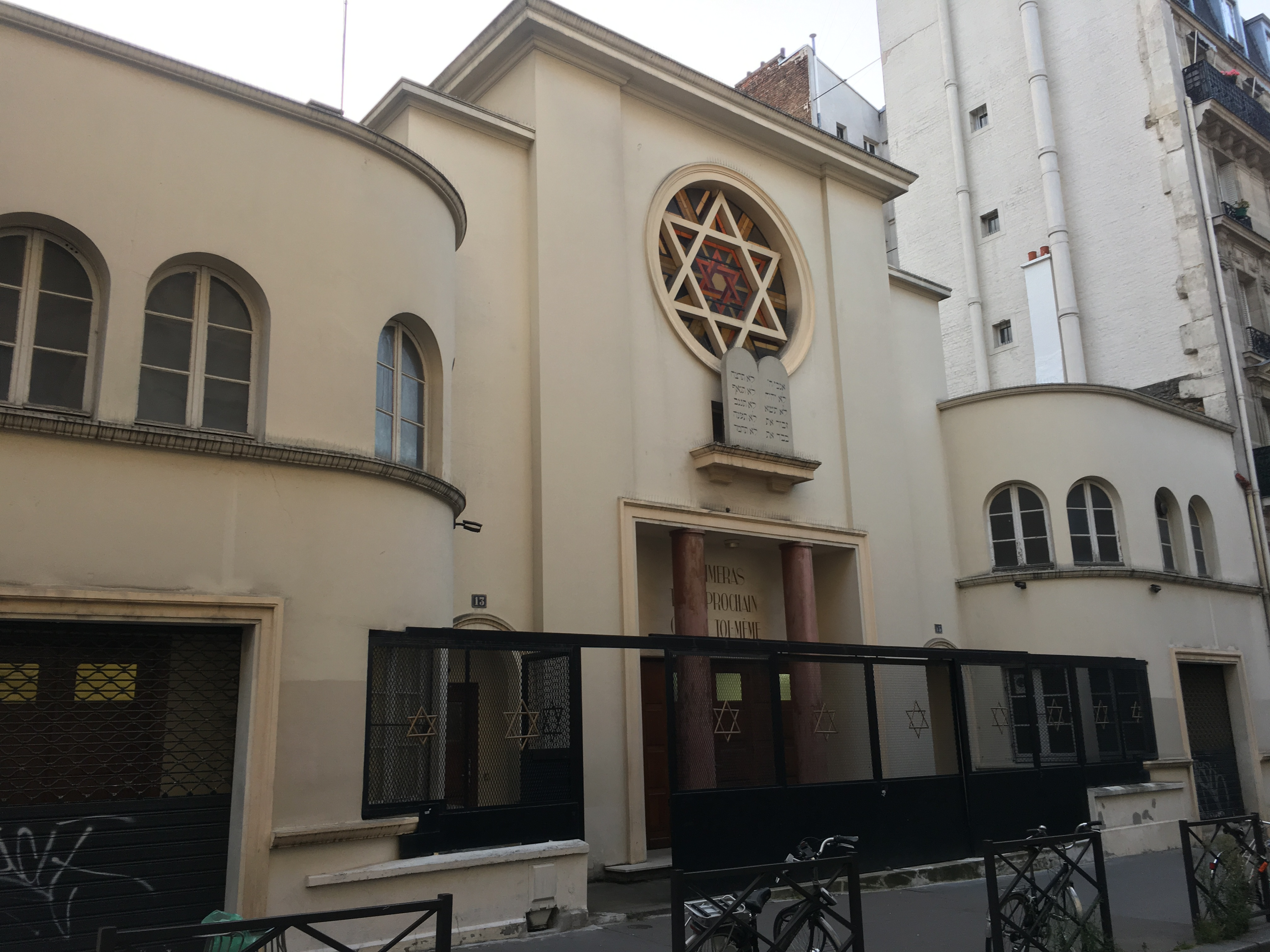
Synagogue de la rue Sainte-Isaure à Paris (1937).

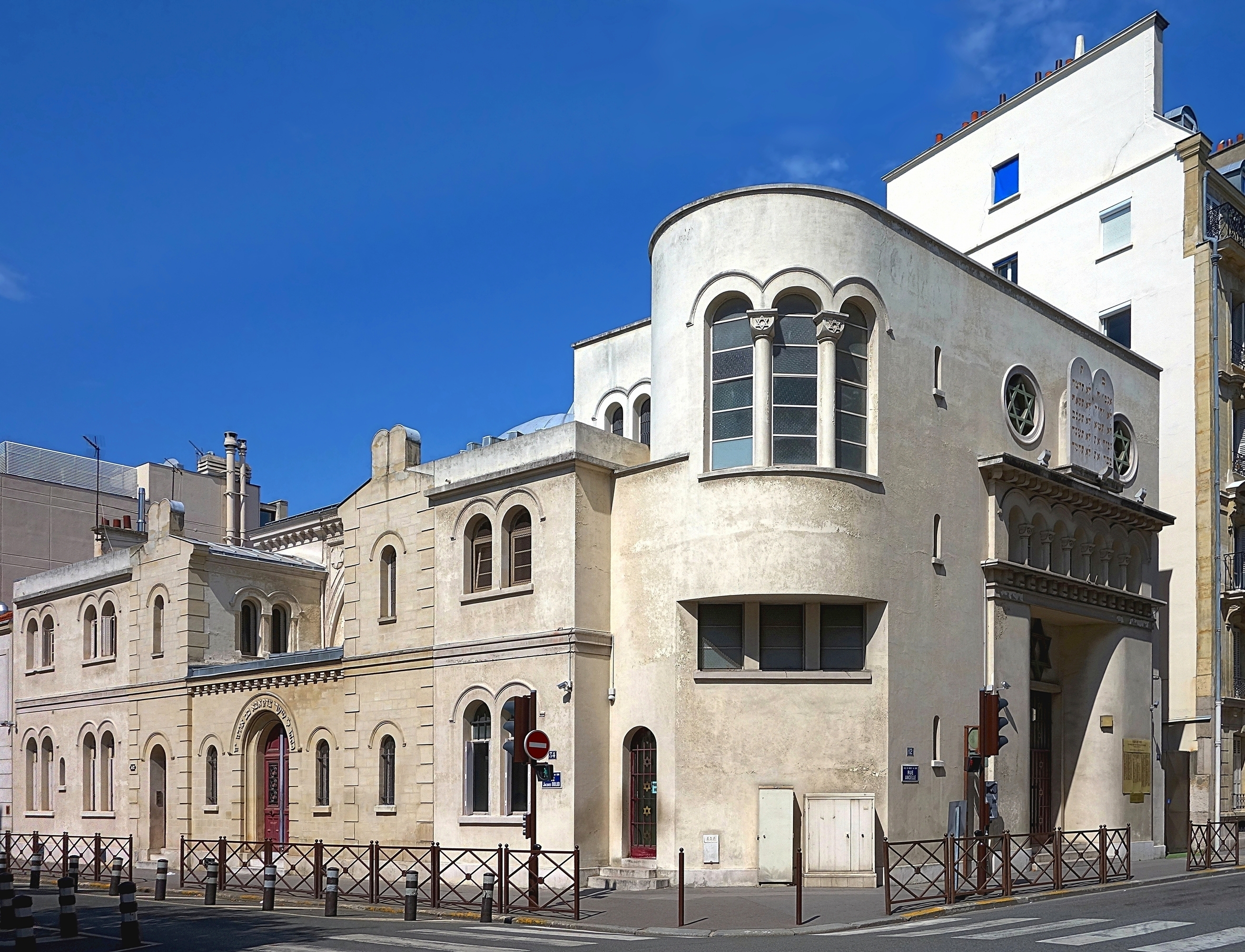
Synagogue de Neuilly - la partie ancienne, à gauche de la photo est en style néo-byzantin, les travaux de Debré concernent tout la partie droite de la photo.

Germain Debré (25 mai 1890, Neuilly-sur-Seine (aujourd'hui dans les Hauts-de-Seine) - 15 mai 1948, Paris) est un architecte français, fils du grand-rabbin Simon Debré, frère du professeur de médecine Robert Debré et oncle du Premier ministre Michel Debré.

## Biographie
Marc Germain Debré est né le 25 mai 1890 à Neuilly-sur-Seine. Il est le plus jeune des quatre enfants de Simon Debré (Westhoffen 1854-Paris 1939), rabbin de Neuilly-sur-Seine à partir de 1888, grand-rabbin à titre personnel, et de Marianne Trenel (Paris 1860-Paris 1949),, fille du rabbin Isaac Léon Trenel (Metz 1822-Paris 1890), directeur du Séminaire israélite de France (SIF).
Germain Debré a deux frères aînés, Robert Debré (1882-1978), fondateur de la pédiatrie moderne, et Jacques Debré (1885-1969), ingénieur, ainsi qu'une sœur, Claire Debré-Schwartz (1888-1972), mère de Laurent Schwartz, mathématicien engagé et médaille Fields, Daniel Schwartz, concepteur des statistiques médicales, et Bertrand Schwartz, spécialiste reconnu des questions d'insertion professionnelle.
Il meurt prématurément le 15 mai 1948 au sein de la Maison de santé de la Plaine Monceau dans le 17e arrondissement de Paris, sans avoir eu le temps de donner une seconde dimension à sa carrière interrompue par la Seconde Guerre mondiale. Germain Debré repose au cimetière du Père-Lachaise (96e division), auprès de son père et de sa mère.

### Études
Il fait ses études secondaires au Lycée Janson-de-Sailly à Paris.
Il entre à l'École des Beaux-Arts en 1908. Il y fréquente les ateliers de Henri Deglane et de Gustave Umbdenstock.

### Première Guerre mondiale
Il interrompt ses études pendant 10 ans, pour faire son service militaire (obligatoire et d'une durée de 3 ans) puis en raison de sa mobilisation lors de la Première Guerre mondiale.

### Architecte
Il obtient son diplôme en 1920, à l'âge de 30 ans. Il réalise de nombreux bâtiments parisiens dont l’Institut de biologie physico-chimique (Paris 5e), la maison de la Suède de la Cité universitaire de Paris avec Peder Clason, la synagogue de la rue Sainte-Isaure (1937). Il agrandit considérablement la synagogue de Neuilly en lui donnant son accès et sa façade sur la rue Ancelle. Ces deux derniers travaux sont en collaboration avec Julien Hirsch.

### Famille
Germain Debré épouse le 29 mai 1922 à Paris Lise Degeorge (d) (Paris 1899-Paris 1927), petite-fille de l'architecte Hector Degeorge (Paris 1841-Paris 1910) et petite-nièce du banquier Ernest May (Strasbourg 1845-Paris 1925). Ils ont 2 enfants : Annie (1923-2015) et Antoine (d) (1927-2021).
Lise Debré meurt prématurément le 6 avril 1927 à l'âge de 27 ans (quelques jours après la naissance d'Antoine) et Germain Debré se remarie le 10 février 1930 avec Geneviève Mélanie Cahn (1895-1991).

### Décorations
- : Chevalier de la Légion d’honneur[8]
- : Croix de guerre 1914-1918[8]
- : Ordre de Vasa (Suède)[8]